# Page (Nebraska)
Page is een plaats (village) in de Amerikaanse staat Nebraska, en valt bestuurlijk gezien onder Holt County.

## Demografie
Bij de volkstelling in 2000 werd het aantal inwoners vastgesteld op 157. In 2006 is het aantal inwoners door het United States Census Bureau geschat op 144, een daling van 13 (-8,3%).

## Geografie
Volgens het United States Census Bureau beslaat de plaats een oppervlakte van 0,6 km², geheel bestaande uit land. Page ligt op ongeveer 598 m boven zeeniveau.

## Plaatsen in de nabije omgeving
De onderstaande figuur toont nabijgelegen plaatsen in een straal van 28 km rond Page.